# Andrés Héctor Carvallo Acosta
Andrés Héctor Carvallo Acosta (Assunção, 8 de novembro de 1862 — 16 de agosto de 1934) foi um político paraguaio, presidente do país de 9 de janeiro de 1902 a 25 de novembro de 1902. Foi um dos fundadores do Partido Colorado. Era vice-presidente de Emilio Aceval e assumiu a presidência logo após a morte do presidente.